# Irkout (rivière)
Pour les articles homonymes, voir Irkout.
L'Irkout (en russe : Иркут et en mongol : Эрхүү гол) est une rivière de Russie et un affluent de la rive gauche de l'Angara.

## Toponymie
L'hydronyme de la rivière Irkout tire son nom de Irkout (Иркут), terme ayant de nombreuses interprétations. Les mots mongols эркэу (ou эрку , Erkheï ou Erkhu), ou эршэ (erche) signifient « force », « énergie ». Le verbe эрьехэ (eryekhe) signifie « tourner », associé à la rivière Irkout près du mont Yrkuzun (en russe : горы Ыркузун) dans son cours supérieur où elle possède plusieurs virages.
Il y a aussi les mots mongols эрэ хун (ere khun), signifiant « homme », ou эрэ худ (ou эрэхуд, ere khoud ou erekhoud), signifiant « hommes, les hommes ». Selon une légende, des hommes auraient survécu à la mort en traversant l'Irkout, et se sont installées dans la vallée (vallée étant la plaine de la Tounka où passe une partie du cour supérieur de l'Irkout), et ont alors appelé la rivière la « rivière des hommes ». En mongol, cela donne Эрэхуды-гол (ou Эрхуд-Иркут, Erekhudy-gol ou Erekhud-Irkoutsk) ; avec Эрху (Erkhu) signifiant « capricieux », « gâté », à comprendre un fleuve au régime capricieux.
Mais l'étymologie du nom de cette rivière n'est pas ces mots, mais un ethnonyme ; Ырху (Yrkhu), qui comme il est écrit dans les inscriptions de l'Orkhon du VIIe au Xe siècle, la tribu Baiyrkhu (байырху ), aussi nommé Ырху (Yrkhu) vivait dans les Saïan et la région du Baïkal. Ce nom de tribu à donner les mots  иркит, иргит, иркыт (irkit, irguit, irkyt) chez les Bouriates, Touvains, Altaïens et d'autres peuples de la région. C'est le nom de cette rivière qui a donné le nom à la ville d'Irkoutsk.

## Géographie
L'Irkout traverse la République de Bouriatie puis l'oblast d'Irkoutsk. Sa longueur est de 488 km, y compris celle de sa rivière-source, le Tcherny Irkout (Irkout Noir). Elle draine un bassin de 15 000 km2, c'est-à-dire une superficie équivalente à la moitié du territoire de la Belgique ou à un gros tiers de celui de la Suisse. Son débit moyen annuel est de 138 m3/s.
L'Irkout prend sa source au sud-ouest de la Bouriatie, dans les monts Saïan orientaux, au nord-est du massif de Mounkou-Sardyk. Ce massif granitique, avec ses 3 491 mètres d'altitude maximale, constitue la partie la plus élevée des Saïan.
La branche-source Tcherny Irkout (Irkout noir) naît ici à une altitude de 1 875 mètres en tant qu'émissaire du lac Iltchir. Il conflue avec le Sredny Irkout (Irkout moyen) et le Bielyi Irkout (Irkout blanc) pour former l'Irkout proprement dit. Le torrent s'écoule et devient rivière pendant son parcours en Bouriatie. La rivière se fraie un passage le long du Grand Saïan et sépare celui-ci des monts Tounka qui culminent à 3 284 mètres au pic Strelnikova.
La rivière pénètre alors dans la dépression de Tounka, où elle reçoit les eaux de ses affluents la Tounka et le Zoun-Mourin. Cette dépression constitue le prolongement émergé de la partie sud-ouest du lac Baïkal et est bordée au nord par les monts Tounka, et au sud par les monts Khamar-Daban. En quittant cette large vallée vers le nord, la rivière effectue plusieurs boucles serrées au sein du massif montagneux et coule alors dans un secteur entrecoupé de rapides.
Finalement, l'Irkout se jette dans l'Angara dans la ville d'Irkoutsk, laquelle s'est bâtie autour de ce confluent. L'altitude de cette confluence est de 405 mètres.
L'Irkout est gelé depuis la fin du mois d'octobre, jusqu'à la fin d'avril ou début mai.

## Affluents
- La Tounka
- Le Zoun-Mourin

## Villes traversées
Dans l'oblast d'Irkoutsk, la rivière traverse la ville de Chelekhov avant d'atteindre, une cinquantaine de kilomètres en aval, la ville d'Irkoutsk.

## Hydrométrie - Les débits à Irkoutsk

Climogramme d'Irkoutsk

Le débit de l'Irkout a été observé pendant 61 ans (sur la période 1927-1987) à Irkoutsk, chef-lieu de l'oblast situé au niveau de son confluent avec l'Angara.
Le débit inter annuel moyen ou module observé à Irkoutsk durant cette période était de 138 m3/s pour une surface prise en compte de 15 000 km2, c'est-à-dire l'entièreté du bassin versant de la rivière.
La lame d'eau écoulée dans le bassin atteint donc le chiffre de 291 millimètres par an, ce qui peut être considéré comme relativement élevé.
La période des hautes eaux va de mai à septembre inclus, avec un sommet en juillet. Les basses eaux se déroulent de novembre à avril, ce qui correspond aux très importantes gelées qui affectent toute la région, et surtout les zones de sommets montagneux.
Le débit moyen mensuel observé en février (minimum d'étiage) atteint 22,6 m3/s, soit moins de 5 % du débit moyen du mois de juillet (maximum de l'année avec 342 m3/s), ce qui montre l'importance des variations saisonnières.
Sur la période d'observation de 61 ans, le débit mensuel minimal a été de 12,2 m3/s en février 1982, tandis que le débit mensuel maximal s'est élevé à 810 m3/s en juillet 1942.
En considérant la seule période estivale, libre de glaces (de mai à octobre inclus), le débit mensuel minimal observé a été de 80,6 m3/s en octobre 1927, niveau restant encore fort appréciable. Un débit mensuel estival inférieur à 80 m3/s est tout à fait exceptionnel.

## Localités
Localités le long de l'Irkout (de la source à l'embouchure ) :
- Mondy ;
- Moïgoty ;
- Touran ;
- Khoujiry ;
- Kyren ;
- Tory ;
- Dalakhaï ;
- Choulouta ;
- Tibelti ;
- Chamanka ;
- Moty ;
- Vvedenchtchina ;
- Pionersk ;
- Balakchi ;
- Smolenchtchina (raïon d'Irkoutsk) ;
- Maskimovchtchina (raïon d'Irkoutsk) ;
- Irkoutsk.

## Tourisme
- L'Irkout est populaire auprès des amateurs de sports nautiques.
- La presque entièreté de son bassin supérieur en Bouriatie est incluse dans le périmètre du parc national de la Tounka, qui doit son nom à la dépression de Tounka.

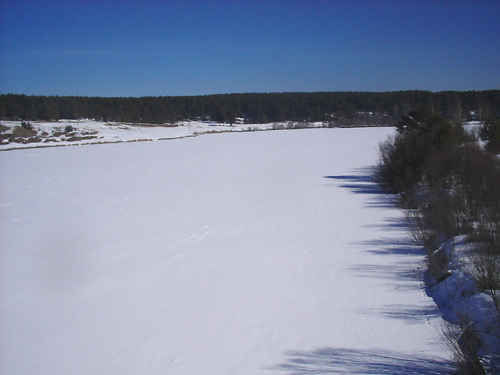
La rivière Irkout gelée en hiver.